# 19 Puppis
19 Puppis is een ster in het sterrenbeeld Achtersteven. Deze ster werd in 1836 door John Herschel waargenomen en kreeg nummer 2542 in de New General Catalogue omdat verondersteld werd dat ze gehuld was in een nevel.

## Howard 1 (Ray's Shrimp)
Op 1 en een halve graad ten zuiden van de ster 19 Puppis is het telescopisch asterisme Howard 1 te vinden, dat dankzij de eigenaardige vorm ervan de bijnaam Ray's Shrimp heeft gekregen.